# Kanton Chambéry-Sud
Kanton Chambéry-Sud (francouzsky Canton de Chambéry-Sud) je francouzský kanton v departementu Savojsko v regionu Rhône-Alpes. Tvoří ho pouze jižní část města Chambéry.